# Datorspelsåret 2007

## Händelser

### Februari
- Februari - Nintendo Gamecube slutar tillverkas och säljas.[1]
- 13 februari - The Angry Video Game Nerd recenserar spelkonsolen Atari 5200 på Gametrailers.
- 27 februari - The Angry Video Game Nerd recenserar Ghostbusters till Nintendo Entertainment System på Gametrailers.

### Mars
- 14 mars - Microsoft meddelar att man arbetat med Games for Windows – Live, en version av Xbox Live till Windows, som sedan tas i bruk den 8 maj.[2]
- 20 mars - The Angry Video Game Nerd recenserar Ghostbusters till Nintendo Entertainment System, Atari 2600 och SMS på Gametrailers.
- 23 mars - Sony lanserar hemvideospelskonsolen Playstation 3 i Europa och Australien.

### April
- 3 april -  The Angry Video Game Nerd recenserar Ghostbusters II till Nintendo Entertainment System, Ghostbusters till Sega Mega Drive  på Gametrailers.

### Maj
- 2 maj - The Angry Video Game Nerd recenserar spelkonsolen Sega CD på Gametrailers.
- 15 maj - The Angry Video Game Nerd recenserar spelkonsolen Sega 32X på Gametrailers.

### Juli
- 11-13 juli - 2007 års upplaga av spelmässan "Electronic Entertainment Expo" hålls i Santa Monica i delstaten Kalifornien i USA.[3]

### September
- 4 september - The Angry Video Game Nerd recenserar speltidningen Nintendo Power på Gametrailers.
- 8 september The Angry Video Game Nerd recenserar Fester's Quest till Nintendo Entertainment System på Gametrailers.
- 25 september - Spelet Halo 3 börjar säljas i USA och dagen därpå inom EU-området.
- 26 september: Activision köper Bizarre Creations, utvecklare av spelserien Project Gotham Racing.[4]

### Oktober
- 5 oktober - Bungie meddelar att man går skilda vägar med Microsoft, och blir ett eget företag.[5]
- 10 oktober - Valve släpper The Orange Box via Steam.

### November
- November - Spelet Assassin's Creed släpps.
- 6 november - EA stänger igen EA Chicago.[6]
- 20 november - The Angry Video Game Nerd recenserar Dragon's Lair till Nintendo Entertainment System på Gametrailers.

### Okänt datum
- Branschorganisationen Dataspelsbranschen bildas i Sverige.
- Datorspelsutvecklaren Big Finish Games bildas.

## Spel
| Releasedatum   | Titel                                                 | Format                                        |
| -------------- | ----------------------------------------------------- | --------------------------------------------- |
| 12 januari     | Lost Planet: Extreme Condition                        | X360, PS3, Win                                |
| 15 januari     | WarioWare: Smooth Moves                               | Wii                                           |
| 16 januari     | Phoenix Wright: Ace Attorney: Justice for All         | NDS                                           |
| 16 januari     | World of Warcraft: The Burning Crusade                | Mac, Win                                      |
| 22 januari     | Hotel Dusk: Room 215                                  | NDS                                           |
| 30 januari     | Rogue Galaxy                                          | PS2                                           |
| 30 januari     | Battlestations: Midway                                | X360, Win                                     |
| 5 februari     | Final Fantasy VI Advance                              | GBA                                           |
| 6 februari     | Winning Eleven: Pro Evolution Soccer 2007             | PS3, X360                                     |
| 6 februari     | The Sims Life Stories                                 | Win                                           |
| 12 februari    | Wii Play                                              | Wii                                           |
| 12 februari    | The Warriors                                          | PSP                                           |
| 13 februari    | Ratchet & Clank: Size Matters                         | PSP                                           |
| 15 februari    | Myst Online: Uru Live                                 | Win                                           |
| 20 februari    | Maelstrom                                             | Win                                           |
| 20 februari    | Supreme Commander                                     | Win                                           |
| 20 februari    | Crackdown                                             | X360                                          |
| 20 februari    | Sonic and the Secret Rings                            | Wii                                           |
| 20 februari    | Virtua Fighter 5                                      | PS3, X360                                     |
| 26 februari    | Jade Empire                                           | Win                                           |
| 27 februari    | Peggle                                                | Win                                           |
| 27 februari    | Bullet Witch                                          | X360                                          |
| 1 mars         | Tekken 5: Dark Resurrection                           | PS3                                           |
| 5 mars         | Wario: Master of Disguise                             | NDS                                           |
| 6 mars         | Def Jam: Icon                                         | PS3, X360                                     |
| 6 mars         | MotorStorm                                            | PS3                                           |
| 6 mars         | Tom Clancy's Ghost Recon Advanced Warfighter 2        | X360                                          |
| 13 mars        | God of War II                                         | PS2                                           |
| 13 mars        | Knights and Merchants: The Shattered Kingdom          | Lin                                           |
| 13 mars        | Spectrobes                                            | NDS                                           |
| 19 mars        | Custom Robo Arena                                     | NDS                                           |
| 20 mars        | Silent Hunter 4: Wolves of the Pacific                | Win                                           |
| 20 mars        | Armored Core 4                                        | PS3, X360                                     |
| 20 mars        | Cooking Mama: Cook Off                                | Wii                                           |
| 20 mars        | After Burner: Black Falcon                            | PSP                                           |
| 20 mars        | Kororinpa: Marble Mania                               | Wii                                           |
| 20 mars        | Lost in Blue 2                                        | NDS                                           |
| 23 mars        | S.T.A.L.K.E.R.: Shadow of Chernobyl                   | Win                                           |
| 27 mars        | The Elder Scrolls IV: Shivering Isles                 | X360, Win                                     |
| 27 mars        | Disney's Meet the Robinsons                           | PS2, GBA, NDS, Wii, X360, GCN                 |
| 28 mars        | Command & Conquer 3: Tiberium Wars                    | Win                                           |
| 30 mars        | Penumbra: Overture                                    | Win                                           |
| 3 april        | Final Fantasy Fables: Chocobo Tales                   | NDS                                           |
| 3 april        | Guitar Hero II                                        | X360                                          |
| 3 april        | SingStar Pop                                          | PS2                                           |
| 3 april        | Enchanted Arms                                        | PS3                                           |
| 9 april        | Super Paper Mario                                     | Wii                                           |
| 22 april       | Pokémon Diamond and Pearl                             | NDS                                           |
| 24 april       | The Lord of the Rings Online: Shadows of Angmar       | Win                                           |
| 8 maj          | Command & Conquer 3: Tiberium Wars                    | X360                                          |
| 15 maj         | Resident Evil 4                                       | Win                                           |
| 15 maj         | MLB 07: The Show                                      | PS2, PS3, PSP                                 |
| 15 maj         | Etrian Odyssey                                        | NDS                                           |
| 17 maj         | Odin Sphere                                           | PS2                                           |
| 22 maj         | Odin Sphere                                           | PS2                                           |
| 22 maj         | Dawn of Mana                                          | PS2                                           |
| 25 maj         | Penumbra: Overture                                    | Lin                                           |
| 29 maj         | Forza Motorsport 2                                    | X360                                          |
| 29 maj         | Mario Party 8                                         | Wii                                           |
| 29 maj         | Shadowrun                                             | X360, Win                                     |
| 31 maj         | Halo 2 for Windows Vista                              | Win                                           |
| 1 juni         | Lara Croft Tomb Raider: Anniversary (Europa)          | PS2, Win                                      |
| 4 juni         | Planet Puzzle League                                  | NDS                                           |
| 4 juni         | Nintendo DS Browser                                   | NDS                                           |
| 5 juni         | Lara Croft Tomb Raider: Anniversary (Nordamerika)     | PS2, Win                                      |
| 7 juni         | Ballistics                                            | Lin                                           |
| 7 juni         | Lara Croft Tomb Raider: Anniversary (Australien)      | PS2, Win                                      |
| 11 juni        | Big Brain Academy: Wii Degree                         | Wii                                           |
| 12 juni        | Scarface: The World Is Yours                          | Wii                                           |
| 12 juni        | Dream Chronicles                                      | Win                                           |
| 19 juni        | Colin McRae: Dirt                                     | X360, Win                                     |
| 19 juni        | SimCity DS                                            | NDS                                           |
| 19 juni        | Resident Evil 4: Wii Edition                          | Wii                                           |
| 19 juni        | Brothers in Arms DS                                   | NDS                                           |
| 25 juni        | Pokémon Battle Revolution                             | Wii                                           |
| 25 juni        | The Darkness                                          | PS3, X360                                     |
| 25 juni        | Overlord                                              | X360, Win                                     |
| 26 juni        | Ratatouille                                           | Wii, X360, PS2, Xbox, NDS, GCN, GBA, PSP      |
| 3 juli         | Ninja Gaiden Sigma                                    | PS3                                           |
| 17 juli        | NCAA Football 08                                      | PS2, PS3, XB, X360                            |
| 23 juli        | Civilization IV: Beyond the Sword                     | Win                                           |
| 30 juli        | Mario Strikers Charged                                | Wii                                           |
| 30 juli        | Picross DS                                            | NDS                                           |
| 7 augusti      | Mega Man Star Force                                   | NDS                                           |
| 9 augusti      | Lara Croft Tomb Raider: Anniversary (Nordamerika)     | PSP                                           |
| 14 augusti     | Heroes of Mana                                        | NDS                                           |
| 14 augusti     | Madden NFL 08                                         | GCN, NDS, PS2, PS3, PSP, Wii, Xbox, X360, Win |
| 14 augusti     | Luminous Arc                                          | NDS                                           |
| 14 augusti     | Rune Factory: A Fantasy Harvest Moon                  | NDS                                           |
| 14 augusti     | Shin Megami Tensei: Persona 3                         | PS2                                           |
| 15 augusti     | Sam & Max Season One                                  | Win                                           |
| 20 augusti     | Brain Age 2: More Training in Minutes a Day!          | NDS                                           |
| 21 augusti     | BioShock                                              | X360, Win                                     |
| 27 augusti     | Metroid Prime 3: Corruption                           | Wii                                           |
| 28 augusti     | Blue Dragon                                           | X360                                          |
| 28 augusti     | Dead Head Fred                                        | PSP                                           |
| 28 augusti     | Medieval II: Total War: Kingdoms                      | Win                                           |
| 28 augusti     | Warhawk                                               | PS3                                           |
| 28 augusti     | Wild Arms 5                                           | PS2                                           |
| 31 augusti     | Guild Wars: Eye of the North                          | Win                                           |
| 4 september    | Lair                                                  | PS3                                           |
| 4 september    | Medal of Honor: Airborne                              | PS3, X360, Win                                |
| 7 september    | Stranglehold                                          | X360                                          |
| 10 september   | DK Jungle Climber                                     | NDS                                           |
| 10 september   | Drawn to Life                                         | NDS                                           |
| 11 september   | Colin McRae: Dirt                                     | PS3                                           |
| 11 september   | Jam Sessions                                          | NDS                                           |
| 11 september   | NHL 08                                                | PS2, PS3, X360, Win                           |
| 12 september   | Heavenly Sword                                        | PS3                                           |
| 13 september   | Skate                                                 | PS3, X360                                     |
| 17 september   | Eternal Sonata                                        | X360                                          |
| 18 september   | Sonic Rush Adventure                                  | NDS                                           |
| 18 september   | Dewy's Adventure                                      | Wii                                           |
| 18 september   | World in Conflict                                     | Win                                           |
| 18 september   | MySims                                                | NDS, Wii                                      |
| 18 september   | Warriors Orochi                                       | PS2                                           |
| 24 september   | Company of Heroes: Opposing Fronts                    | Win                                           |
| 25 september   | Halo 3                                                | X360                                          |
| 25 september   | The Settlers: Rise of an Empire                       | Win                                           |
| 25 september   | Dance Dance Revolution Hottest Party                  | Wii                                           |
| 1 oktober      | The Legend of Zelda: Phantom Hourglass                | NDS                                           |
| 2 oktober      | Chibi-Robo!: Park Patrol                              | NDS                                           |
| 2 oktober      | Project Gotham Racing 4                               | X360                                          |
| 2 oktober      | Enemy Territory: Quake Wars                           | Win                                           |
| 2 oktober      | The Legend of Spyro: The Eternal Night                | PS2, GBA, NDS                                 |
| 2 oktober      | Backyard Hockey                                       | NDS                                           |
| 4 oktober      | Crash of the Titans                                   | PSP, PS2, Xbox 360, GBA, NDS                  |
| 9 oktober      | Folklore                                              | PS3                                           |
| 9 oktober      | Looney Tunes: Duck Amuck                              | NDS                                           |
| 9 oktober      | Bleach: The Blade of Fate                             | NDS                                           |
| 9 oktober      | Mountain Bike Adrenaline                              | PS2                                           |
| 9 oktober      | Final Fantasy Tactics: The War of the Lions           | PSP                                           |
| FIFA Soccer 08 | NDS, PS2, Wii, X360, Win                              |                                               |
| 10 oktober     | The Orange Box                                        | X360, Win                                     |
| 15 oktober     | Flash Focus: Vision Training in Minutes a Day         | NDS                                           |
| 16 oktober     | Tony Hawk's Proving Ground                            | NDS, PS2, PS3, Wii, X360                      |
| 16 oktober     | Beautiful Katamari                                    | X360                                          |
| 16 oktober     | Clive Barker's Jericho                                | PS3, X360, Win                                |
| 16 oktober     | Zack & Wiki: Quest for Barbaros' Treasure             | Wii                                           |
| 16 oktober     | Front Mission                                         | NDS                                           |
| 16 oktober     | Phoenix Wright: Ace Attorney: Trials and Tribulations | NDS                                           |
| 16 oktober     | Ace Combat 6: Fires of Liberation                     | X360                                          |
| 16 oktober     | Microsoft Flight Simulator X: Acceleration            | Win                                           |
| 16 oktober     | Painkiller: Overdose                                  | Win                                           |
| 16 oktober     | Mega Man ZX Advent                                    | NDS                                           |
| 17 oktober     | Zoo Tycoon 2: Extinct Animals                         | PC                                            |
| 19 oktober     | Enemy Territory: Quake Wars                           | Lin                                           |
| 23 oktober     | Age of Empires III: The Asian Dynasties               | Win                                           |
| 23 oktober     | Ratchet & Clank Future: Tools of Destruction          | PS3                                           |
| 23 oktober     | Lara Croft Tomb Raider: Anniversary (Nordamerika)     | X360                                          |
| 24 oktober     | Hellgate: London                                      | PC                                            |
| 26 oktober     | Lara Croft Tomb Raider: Anniversary (Europa)          | X360, PSP                                     |
| 28 oktober     | Guitar Hero III: Legends of Rock                      | PS2, PS3, Wii, X360, Mac, Win                 |
| 29 oktober     | Battalion Wars 2                                      | Wii                                           |
| 29 oktober     | Cars Mater-National Championship                      | Wii, PS3, X360, PS2, NDS, GBA                 |
| 30 oktober     | The Simpsons Game                                     | NDS, PS2, PS3, Wii, X360                      |
| 30 oktober     | Naruto: Rise of a Ninja                               | X360                                          |
| 30 oktober     | Hellgate: London                                      | Win                                           |
| 30 oktober     | Manhunt 2                                             | PS2, PSP, Wii                                 |
| 30 oktober     | The Witcher                                           | Win                                           |
| 30 oktober     | TimeShift                                             | Win, X360                                     |
| 2 november     | Tabula Rasa                                           | Win                                           |
| 2 november     | Lara Croft Tomb Raider: Anniversary (Australien)      | X360, PSP                                     |
| 5 november     | Call of Duty 4: Modern Warfare                        | NDS, PS3, X360, Win                           |
| 5 november     | Fire Emblem: Radiant Dawn                             | Wii                                           |
| 6 november     | Mario & Sonic at the Olympic Games                    | Wii                                           |
| 6 november     | Lego Star Wars: The Complete Saga                     | X360, PS3, Wii, NDS                           |
| 6 november     | Dragon Quest Monsters: Joker                          | NDS                                           |
| 9 november     | Empire Earth III                                      | Win                                           |
| 9 november     | Cooking Mama 2: Dinner with Friends                   | NDS                                           |
| 12 november    | Super Mario Galaxy                                    | Wii                                           |
| 13 november    | Medal of Honor: Heroes 2                              | Wii                                           |
| 13 november    | Resident Evil: The Umbrella Chronicles                | Wii                                           |
| 13 november    | Contra 4                                              | NDS                                           |
| 13 november    | Sonic Rivals 2                                        | PSP                                           |
| 13 november    | Lara Croft Tomb Raider: Anniversary (Nordamerika)     | Wii                                           |
| 14 november    | Need for Speed: ProStreet                             | Wii, PS2, PS3, PSP, X360, Win                 |
| 14 november    | Kane & Lynch: Dead Men                                | PS3, X360, Win                                |
| 15 november    | Crysis                                                | Win                                           |
| 15 november    | Rayman Raving Rabbids 2                               | Wii, NDS                                      |
| 16 november    | SimCity Societies                                     | Win                                           |
| 16 november    | Assassin's Creed                                      | PS3, X360                                     |
| 16 november    | Lego Star Wars: The Complete Saga                     | Wii, NDS                                      |
| 19 november    | Mario Party DS                                        | NDS                                           |
| 19 november    | Uncharted: Drake's Fortune                            | PS3                                           |
| 19 november    | Unreal Tournament 3                                   | Win                                           |
| 20 november    | Mass Effect                                           | X360                                          |
| 20 november    | Final Fantasy XII: Revenant Wings                     | NDS                                           |
| 20 november    | Rock Band                                             | PS3, X360, Wii                                |
| 20 november    | Time Crisis 4                                         | PS3                                           |
| 20 november    | Trauma Center: New Blood                              | Wii                                           |
| 26 november    | Master of Illusion                                    | NDS                                           |
| 1 december     | Lara Croft Tomb Raider: Anniversary (Nordamerika)     | Mob                                           |
| 7 december     | Lara Croft Tomb Raider: Anniversary (Europa)          | Wii                                           |
| 12 december    | Universe at War: Earth Assault                        | Win                                           |
| 18 december    | Nights: Journey of Dreams                             | Wii                                           |

### Fotnoter
1. ↑  Ben Parfitt (22 februari 2007). ”Nintendo Ends Gamecube Support” (på engelska). MCV. http://www.mcvuk.com/news/read/nintendo-ends-gamecube-support. Läst 19 maj 2015.
2. ↑  Vista gets Live-wired in May - Xbox 360 News at GameSpot
3. ↑  ”Attendance and Stats” (på engelska). IGN. http://www.ign.com/wikis/e3/Attendance_and_Stats. Läst 21 maj 2015.
4. ↑  Activision makes Bizarre acquisition - Xbox 360 News at GameSpot
5. ↑  Bungie and Microsoft officially split - Xbox 360 News at GameSpot
6. ↑  ”Breaking: EA Confirms EA Chicago is Closing”. Arkiverad från originalet den 22 februari 2014. https://web.archive.org/web/20140222063621/http://www.kotaku.com.au/2007/11/ea_confirms_ea_chicago_is_clos/. Läst 10 februari 2014.